# Grabinek (Ostróda)
Grabinek (deutsch Klein Gröben) ist ein Ort in der polnischen Woiwodschaft Ermland-Masuren. Er gehört zur Gmina Ostróda (Landgemeinde Osterode in Ostpreußen) im Powiat Ostródzki (Kreis Osterode in Ostpreußen).

## Geographische Lage
Grabinek liegt am Flüsschen Grabnica (polnisch Grabiczek) im Westen der Woiwodschaft Ermland-Masuren, sechs Kilometer südöstlich der Kreisstadt Ostróda (deutsch Osterode in Ostpreußen).

## Geschichte
Um 1325 wurde das Gut Klein Gröben auf dem Gelände gegründet, das zum Zwecke der Besiedlung dem Ritter Johannes von Otatsch und anderen übereignet worden war.
Vor 1877 kam der Gutsbezirk Klein Gröben zum Amtsbezirk Kraplau (polnisch Kraplewo) im Kreis Osterode in Ostpreußen. Im Jahre 1910 zählte Klein Gröben 147 Einwohner.
Am 28. Dezember 1927 gab Klein Gröben seine Eigenständigkeit auf und schloss sich mit der Landgemeinde  Groß Gröben (polnisch Grabin) aus dem Amtsbezirk Döhringen (polnisch Durąg) zur neuen Landgemeinde Gröben zusammen. Das Gut Klein Gröben, dessen Gutshaus noch in der zweiten Hälfte des 19. Jahrhunderts neu gebaut wurde und dessen Fläche von 400 Hektar umfasste, wurde in den 1920er Jahren aufgesiedelt.
In Kriegsfolge wurde 1945 das gesamte südliche Ostpreußen an Polen überstellt. Klein Gröben erhielt die polnische Namensform „Grabinek“ und ist heute „część wsi Grabin“ („Ortsteil von Grabin“) und gehört zur Landgemeinde Ostróda (Osterode i. Ostpr.) im Powiat Ostródzki (Kreis Osterode in Ostpreußen), bis 1998 der Woiwodschaft Olsztyn, seither der Woiwodschaft Ermland-Masuren zugehörig. Das ehemalige Gutshaus beherbergt wohl immer noch ein Kinderheim.

## Kirche
Klein Gröben war bis 1945 in die evangelische Kirche Kraplau in der Kirchenprovinz Ostpreußen der Kirche der Altpreußischen Union eingepfarrt. Bis 1825 stand hier eine eigene Kirche – ursprünglich eine Filialkirche der Kirche Osterwein – die dann jedoch abgebrochen wurde, wobei die Gottesdienste bereits lange zuvor in den Pfarrort Kraplau verlegt worden waren. Die römisch-katholischen Einwohner Klein Gröbens orientierten sich zur Kirche in Osterode.
Seit 1945 gehört Grabinek katholischerseits zur Kirche Durąg im Erzbistum Ermland, evangelischerseits zur evangelisch-methodistischen Dreifaltigkeitskirche Kraplewo bzw. zur evangelisch-augsburgischen Kirche Ostróda.

## Verkehr
Grabinek liegt an einer Nebenstraße, die von Grabin (Groß Gröben) nach Lichtajny (Lichteinen) führt. Eine Anbindung an den Bahnverkehr besteht nicht.